# 賽博格藝術

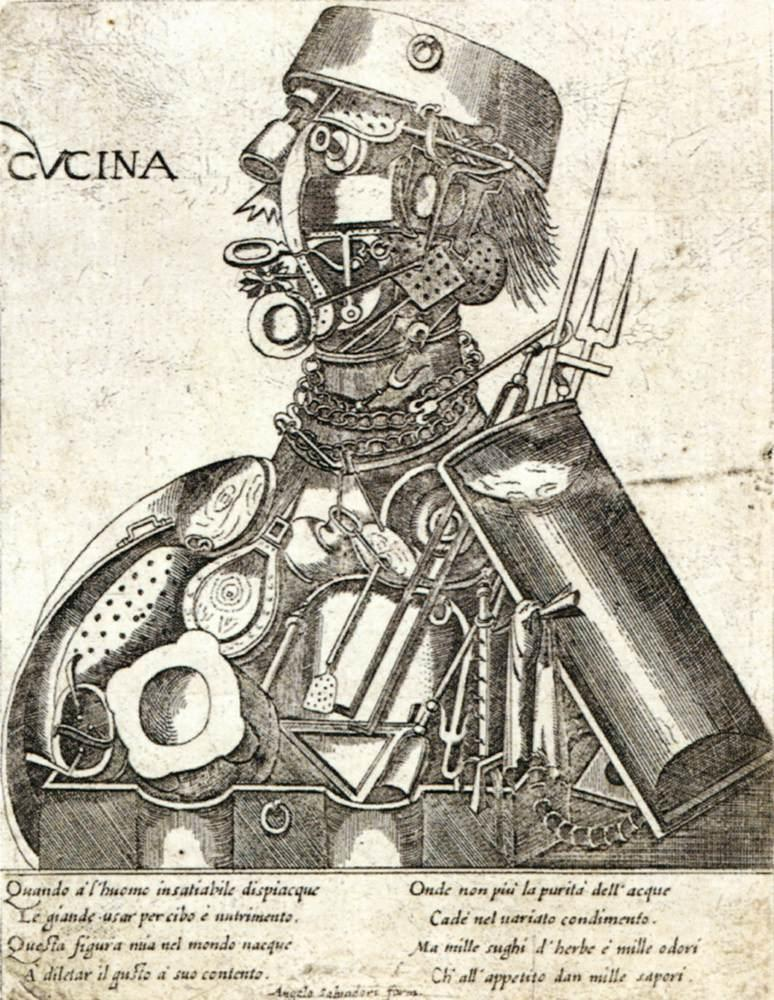
Humani Victus Instrumenta

賽博格藝術（英語： 或 ），是一種藝術運動，興起於2000年代中期的英國，它的基礎是通過控制論植入物在人體中創造和增加新的感覺，並通過新的感覺創造藝術品，由賽博格藝術家自願透過控制論植入物增強自己的感官能力藉此來創作賽博格藝術。其中最知名的藝術家如內爾·哈維森透過植入一支天線狀的傳感器使他能感知到紫外線與紅外線的顏色，而穆恩·里巴斯則將傳感器植入腳內使她能即時地感知道地震與月震。其他賽博格藝術家如：
- Manel De Aguas（英语：Manel De Aguas），一名加泰隆尼亞的攝影師，他在頭部安裝氣壓系統，使他能感受到大氣壓力的變化[10]。
- Joe Dekni，一名在頭部安裝雷達系統的藝術家，該感知系統包括兩個在他顴骨裡的植入物[11]。
- Pau Prats，創造了一個能讓他感受到到達皮膚的紫外線量的系統[12][13]。
- Alex Garcia，其傳感器安裝在他的胸部，使他能感知周圍的空氣品質[14]。
- Kai Landre，一名音樂家用兩個植入物來聽到粒子受到宇宙射線影響所產生的聲音[15]。